# 貝塚市立二色学園
貝塚市立二色学園（かいづかしりつ にしきがくえん）は、大阪府貝塚市にある公立義務教育学校。

## 概要
貝塚市の北西端を校区とする。2024年、貝塚市立二色小学校および進学先であった貝塚市立第五中学校の統合により、施設一体型の義務教育学校として開校した。

## 沿革
前身校である貝塚市立二色小学校・貝塚市立第五中学校では、2012年度に小中一貫教育の研究モデル校に指定されたことを受け、連携型小中一貫校として小中一貫教育への取り組みを実施してきた。さらなる発展を目的に、第五中学校区において施設一体型の義務教育学校を設置する方策を示した。
新設校は、二色小学校の校舎を改修して使用する方向で計画が進められた。2024年、二色小学校・第五中学校はいずれも閉校となり、貝塚市立二色学園が新たに開校した。

### 年表
- 2024年4月1日 - 貝塚市立二色学園として開校。

## 通学区域
- 貝塚市 二色1丁目 - 4丁目、二色北町、二色南町、二色中町、二色港町[3]。

## 交通
- 南海本線・水間鉄道水間線 貝塚駅 西へ約1.6km。
- 水鉄バス 二色アジュール前バス停。